# Königlich Preußische Militär-Eisenbahn
Königlich Preußische Militär-Eisenbahn (lub Königliche Militär-Eisenbahn – K.M.E.) – dawna państwowa, zarządzana przez wojska pruskie linia kolejowa między Schöneberg (obecnie Berlin) i Kummersdorf, która później została przedłużona do Jüterbog.